# Calyptocephalella gayi
Calyptocephalella gayi är en groddjursart som först beskrevs av Duméril och Gabriel Bibron 1841.  Calyptocephalella gayi ingår i släktet Calyptocephalella och familjen Calyptocephalellidae. IUCN kategoriserar arten globalt som sårbar. Inga underarter finns listade.